# Hinterer Stoppelkopf
Der Hintere Stoppelkopf, auch Hoher Stoppelkopf, regional meist nur Stoppelkopf genannt, ist ein 566,2 m hoher Berg im Pfälzerwald (Rheinland-Pfalz).

## Geographie

### Lage

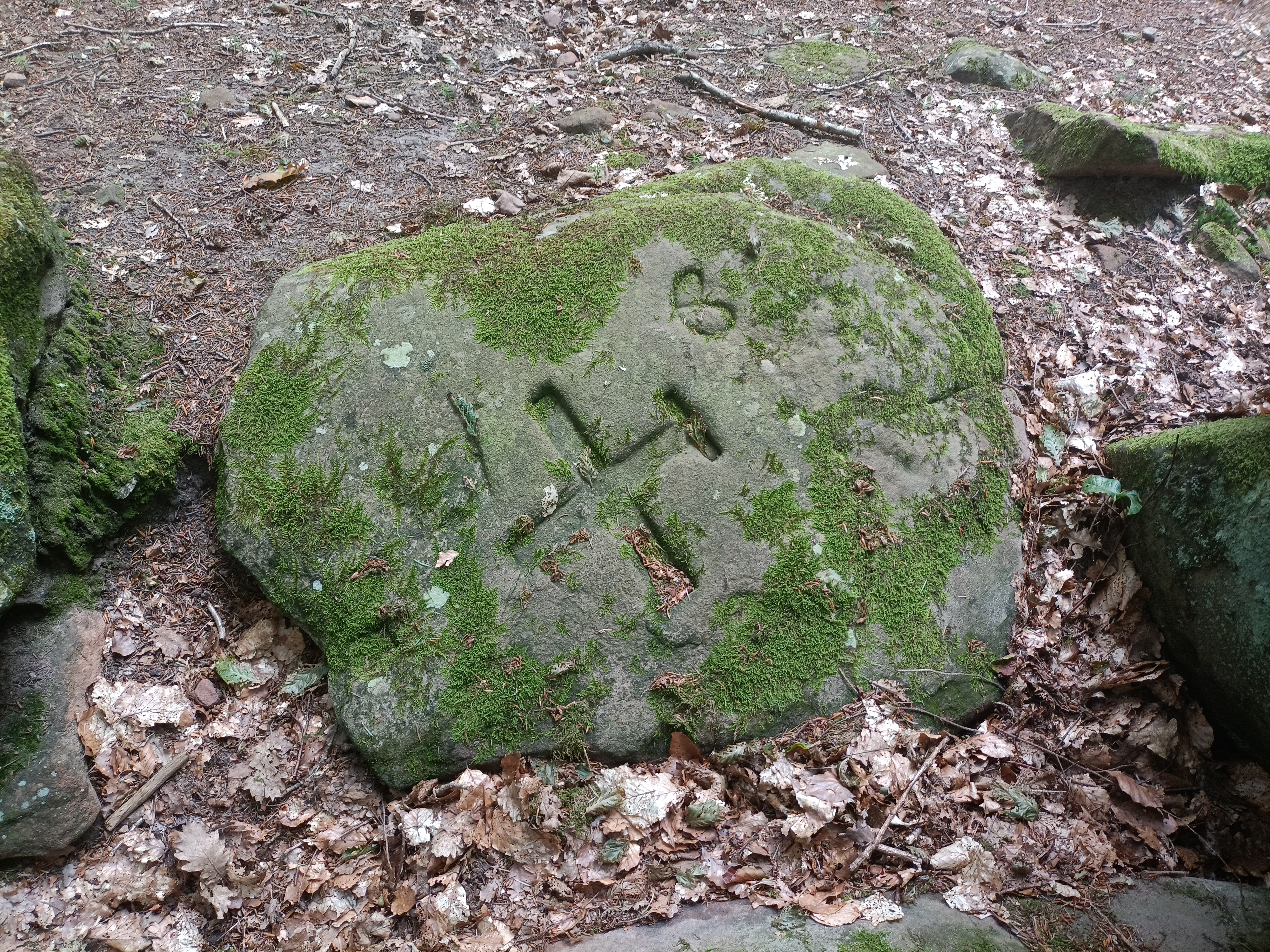
Ein alter Loogfels markiert die Grenze zwischen Deidesheim und Wachenheim

Der Hintere Stoppelkopf erhebt sich im mittleren Pfälzerwald, der zum Naturpark Pfälzerwald und zum Biosphärenreservat Pfälzerwald-Vosges du Nord gehört. Der Gipfel liegt 3 km nördlich von Lambrecht und 2,3 km ostnordöstlich von Neidenfels auf der Waldgemarkung der Stadt Deidesheim, deren Wohnbebauung 8,3 km ostnordöstlich des Gipfels liegt. Über die Hochlagen der Nordflanke des Bergs verläuft die Grenze zur Waldgemarkung von Wachenheim an der Weinstraße.
Der lange, nach Osten gerichtete Höhenrücken des Stoppelkopfs weist zwei Nebengipfel auf. Der Mittlere Stoppelkopf ist 517,7 m, der Vordere Stoppelkopf 481 m hoch.

### Naturräumliche Zuordnung
Das Massiv des Stoppelkopfs gehört zum Naturraum Pfälzerwald, der in der Systematik des von Emil Meynen und Josef Schmithüsen herausgegebenen Handbuchs der naturräumlichen Gliederung Deutschlands und seinen Nachfolgepublikationen als Großregion 3. Ordnung klassifiziert wird. Betrachtet man die Binnengliederung des Naturraums, so gehört er insbesondere zum mittleren Pfälzerwald.
Zusammenfassend folgt die naturräumliche Zuordnung des Hinteren Stoppelkopf damit folgender Systematik:
1. Großregion 1. Ordnung: Schichtstufenland beiderseits des Oberrheingrabens
2. Großregion 2. Ordnung: Pfälzisch-Saarländisches Schichtstufenland
3. Großregion 3. Ordnung: Pfälzerwald
4. Region 4. Ordnung (Haupteinheit): Mittlerer Pfälzerwald

### Gewässer
Zusammen mit Engelskopf (441 m) und Drachenfels (571 m) im Nordwesten sowie Steinkopf (528 m), Eckkopf (516 m) und Stabenberg (496 m) nach Osten hin bildet der Hintere Stoppelkopf im Pfälzerwald die Wasserscheide zwischen den Einzugsgebieten zweier linker Zuflüsse des Rheins, nämlich des Speyerbachs (südlich) und der Isenach (nördlich).
Rund um den Hinteren Stoppelkopf haben etliche Bäche ihren Ursprung: In zwei Tälern nördlich des Bergs, auf Wachenheimer Gemarkung, entspringen die beiden Quellbäche des Mußbachs, der zum Flusssystem des Speyerbachs gehört und in der Rheinebene in den linken Mündungsarm des Speyerbachs, den Rehbach, mündet. Im Silbertal nordöstlich des Hauptgipfels hat der Silbertalbach seine Quelle, der nach 1,6 km in den Mußbach fließt. Am Südwesthang des Stoppelkopfs tritt der Luhrbach zutage und am Osthang der Schlangentalbach. Diese Gewässer erreichen nacheinander in Lambrecht bzw. in Lindenberg von links den Speyerbach.

## Tourismus
Der gänzlich bewaldete Hintere Stoppelkopf ist nur über Waldwege und Wanderpfade zu erreichen, der Gipfel selbst lediglich zu Fuß. Dort errichtete 2003 der Pfälzerwald-Verein, Ortsgruppe Deidesheim, ein Gipfelkreuz.
Auf dem Berggrat etwa 110 m nordnordöstlich wurde im Jahr 1900 auf 525 m Höhe die Jagdhütte Hermannshütte (auch Emil-Leidner-Hütte) erbaut; sie ist nicht bewirtschaftet. Der Pfälzer Hüttensteig passiert den Hinteren Stoppelkopf.
2 km nordöstlich des Hinteren Stoppelkopfs liegt der Kurpfalz-Park, ein Hochwildschutzpark, der von Wachenheim aus über die Kreisstraße 16 (8 km) erreichbar ist.